# Fórmula 3 Sudamericana

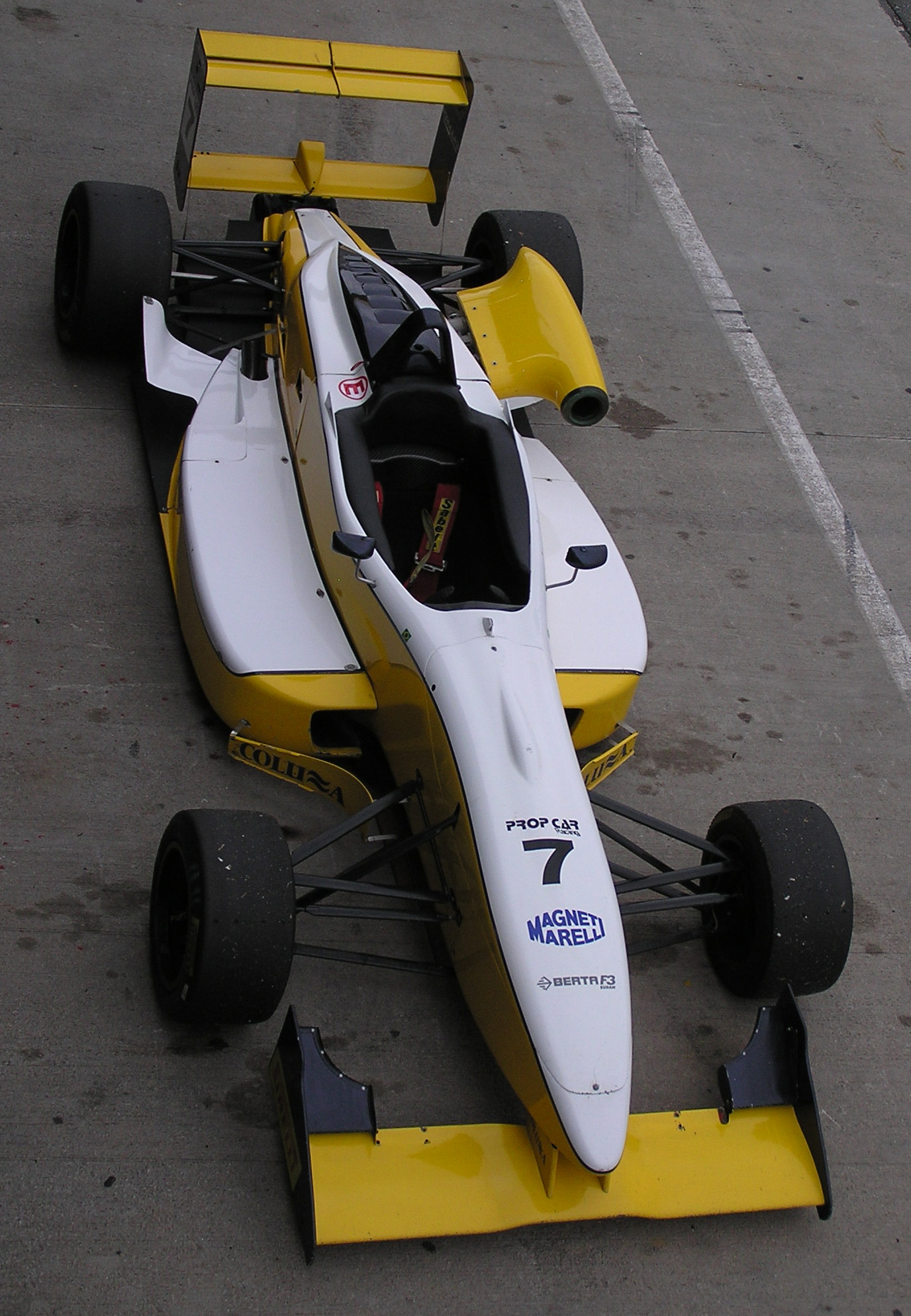
Un Dallara F301 en la carrera 2006 de Curitiba.

La Fórmula 3 Sudamericana fue una competencia de Fórmula 3 organizada por la Confederación Deportiva Automovilística Sudamericana (CODASUR) y disputada en América del Sur desde el año 1987, hasta 2013. El campeonato reemplazó a la Fórmula 2 Codasur, divisional en la que el piloto argentino Guillermo Maldonado había ganado en sus cuatro ediciones entre 1983 y 1986. Tras la temporada 2013 se anunció la redirección de la jurisdicción continental de la categoría, pasándola a la órbita del automovilismo del Brasil, por lo que a partir del año 2014 comenzaría a ser conocida como Fórmula 3 Brasil. Un año después, surgió la Fórmula 4 Sudamericana, también en la órbita de la CODASUR. 
La competencia ha tenido fechas en Chile y Uruguay, pero desde la temporada 2002 hasta 2008, el calendario se redujo a circuitos en Argentina y Brasil. En mayo de 2008, el calendario provisional 2008 de la Fórmula 3 Sudamericana incluía al Gran Premio de Piriápolis, una carrera en Uruguay que la categoría había corrido entre 1994 y 2001. La fecha se suspendió para que los equipos centren sus esfuerzos económicos en el cambio de chasis de los automóviles. En 2009, el certamen reincorporó el Gran Premio de Piriápolis.
La Fórmula 3 Sudamericana disputó algunas carreras junto a categorías internacionales. Fue telonera de la Fórmula 1 en el Gran Premio de Argentina de 1995 y en el Gran Premio de Brasil de 2001, 2009 y 2010. En 1996 compartió escenario en el Autódromo Internacional de Curitiba con una carrera de exhibición de la BPR Global GT Series. En 1999 y 2000, acompañó a la serie CART en sus visitas al Autódromo Internacional Nelson Piquet de Río de Janeiro y más tarde volverían a competir en un óvalo, al visitar el Autódromo Ciudad de Rafaela, en este caso como carrera previa a la del Turismo Competición 2000 de Argentina.

## Historia
Desde sus inicios, la inmensa parte de los pilotos de la Fórmula 3 Sudamericana provenía de Argentina y Brasil. Durante la década de 2000, la proporción de brasileños aumentó aún más-el último campeón oriundo de otro país fue el argentino Gabriel Furlán, en la edición 1998. Como forma de aumentar la cantidad de espectadores y países participantes, desde 2005 los motores de los automóviles de la división principal son proveídos por Oreste Berta en lugar de preparadores europeos; los equipos tienen permitido realizar el mantenimiento de los mismos; y las fechas se comparten con otras categorías del continente, como el Stock Car Brasil y el Turismo Competición 2000. Los organizadores buscan incrementar para 2009 la cantidad de pilotos y equipos de Argentina y Uruguay.
A partir del año 2004, la categoría tomaría la histórica decisión de estandarizar su parque automotor, contratando como proveedor exclusivo de motores al preparador argentino Oreste Berta, quien puso a disposición de la categoría una unidad de poder desarrollada en sus laboratorios, basada a partir de un impulsor marca Ford (motivo por el cual el modelo era denominado como Duratec by Berta). El objetivo de esta decisión fue la de implementar un recorte de gastos, atento a los altos precios que insumía el alquiler de motores a otras empresas, la mayoría de ellas de origen japonés. Asimismo, la bondad de contar con un proveedor continental de motores permitiría a la divisional intentar poner a sus pilotos en un plano de igualdad, al competir todos con el mismo medio mecánico, tratando de dejar expuestas las cualidades de cada competidor.
Si bien en sus inicios la categoría concitó la atención de pilotos de los distintos países afiliados a la CodaSur, con el paso del tiempo comenzaría a acentuarse el dominio de los pilotos de origen brasileño, siendo la mayoría de ellos competidores que habiéndose consagrado campeones o no de la misma, han sabido continuar sus carreras deportivas en las más importantes categorías internacionales, entre ella Fórmula 1 e IndyCar Series. Finalmente y tras varios años compitiendo en esta condición, tras la temporada 2013 se anunciaría la redirección de la jurisdicción continental de la categoría, pasándola a la órbita del automovilismo del Brasil, por lo que a partir del año 2014 comenzaría a ser conocida como Fórmula 3 Brasil. Durante sus más de 20 años, la categoría supo desarrollar dos divisionales, siendo la Clase SudAm presentada en 1987 y la Clase Light presentada en 1992. En ese sentido, los primeros campeones de ambas divisionales fueron Leonel Friedrich en 1987 y Suzanne Carvalho en 1992, siendo esta la primera y única dama en consagrarse campeona a nivel continental, mientras que los últimos campeones fueron Felipe Guimaraes en la mayor y el argentino Bruno Etman en la menor, ambos en 2013.

## Campeones
| Año  | Piloto                | Equipo                 | Chasis                    | Clase secundaria       |
| ---- | --------------------- | ---------------------- | ------------------------- | ---------------------- |
| 1987 | Leonel Friedrich      | INI Competición        | Berta-Volkswagen          | No se disputó          |
| 1988 | Juan Carlos Giacchino | Sommi Competición      | Dallara-Alfa Romeo        | No se disputó          |
| 1989 | Gabriel Furlán        | INI Competición        | Dallara-Alfa Romeo        | No se disputó          |
| 1990 | Christian Fittipaldi  | Fittipaldi Competicion | Reynard-Alfa Romeo        | No se disputó          |
| 1991 | Affonso Giaffone      | INI Competición        | Ralt-Volkswagen           | No se disputó          |
| 1992 | Marcos Gueiros        | Cesário Fórmula        | Ralt-Mugen-Honda          | Suzane Carvalho        |
| 1993 | Fernando Croceri      | Cesário Fórmula        | Ralt-Mugen-Honda          | Milton Sperafico       |
| 1994 | Gabriel Furlán        | GF Motorsport          | Dallara-Fiat              | No se disputó          |
| 1995 | Ricardo Zonta         | Cesário Fórmula        | Dallara-Mugen-Honda       | Emiliano Spataro       |
| 1996 | Gabriel Furlán        | GF Motorsport          | Dallara-Fiat              | Anibal Zaniratto       |
| 1997 | Bruno Junqueira       | PropCar Racing         | Dallara-Opel              | Diego Chiozzi          |
| 1998 | Gabriel Furlán        | GF Motorsport          | Dallara-HKS-Mitsubishi    | Ramón Ibarra           |
| 1999 | Hoover Orsi           | Césario Fórmula        | Dallara-Mugen-Honda       | João Paulo de Oliveira |
| 2000 | Martín Cánepa         | Césario Fórmula        | Dallara-Mugen-Honda       | Vítor Meira            |
| 2001 | Juliano Moro          | Amir Nasr Racing       | Dallara-Mugen-Honda       | Daniel Scandian        |
| 2002 | Nelson Piquet, Jr.    | Piquet Sports          | Dallara-Mugen-Honda       | Eduardo Azevedo        |
| 2003 | Danilo Dirani         | Césario Fórmula        | Dallara-Mugen-Honda       | Rodrigo Ribeiro        |
| 2004 | Alexandre Negrão      | Piquet Sports          | Dallara-Mugen-Honda/Berta | Marcos Guerra          |
| 2005 | Alberto Valerio       | Césario Fórmula        | Dallara-Berta             | Paulo José Meyer       |
| 2006 | Luiz Razia            | Dragão Motorsport      | Dallara-Berta             | Caio Costa             |
| 2007 | Clemente de Faria Jr. | Césario Fórmula        | Dallara-Berta             | No se disputó          |
| 2008 | Nelson Merlo          | Bassani Racing         | Dallara-Berta             | No se disputó          |
| 2009 | Leonardo Cordeiro     | Cesário Fórmula        | Dallara-Berta             | Henrique Martins       |
| 2010 | Bruno Andrade         | Cesário Fórmula        | Dallara-Berta             | Fernando Resende       |
| 2011 | Fabiano Machado       | Cesário Fórmula        | Dallara-Berta             | Bruno Bonifácio        |
| 2012 | Fernando Resende      | Cesário Fórmula        | Dallara-Berta             | Higor Hoffman          |
| 2013 | Felipe Guimarães      | Hitech Racing          | Dallara-Berta             | Bruno Etman            |